# Quim Vitorino
Joaquim Carvalho de Azevedo ou Quim Vitorino (Vila do Conde, 23 de agosto de 1959) é um ex-futebolista e actual treinador de futebol.
Quim está entre as 250 personalidades que marcam a história do futebol português, as quais são apresentadas por João Malheiro no seu livro "A Idade da Bola".
“No Rio Ave abalava os alicerces dos embates, dava sinal de riqueza, numa equipa que não muito tempo antes andava adormecida pelos Distritais”
“No grande esquadrão que era o FC Porto, Quim tinha futebol impregnado de talento, ensopava de beleza o relvado, era jogador de frisson, depurante. E com seiva para a selva, para aquela selva hiperpovoada de adversários no meio-campo contrário. Avançava com planos, avançava com ideias, avançava com resultados. (...) Quim esteve na universalização do FC Porto. Unívoco foi o seu futebol, univalente a sua mercê”

## Carreira
Cresceu para o futebol no Rio Ave Futebol Clube e foi um dos que mais contribuíram para expandir o clube. É considerado o melhor jogador do Rio Ave Futebol Clube de todos os tempos.
Foi, porém, no Futebol Clube do Porto que se mostrou ao mundo, vencendo todos os títulos possíveis. Arrecadou vários campeonatos nacionais e outros troféus domésticos, entre Taças de Portugal e Supertaças Cândido de Oliveira, a Supertaça Europeia, a Taça Intercontinental e a tão cobiçada Taça dos Campeões Europeus, na noite de 27 de maio de 1987, em Viena diante do Bayern de Munique.
Foi um dos esteios do célebre meio-campo do Futebol Clube do Porto do final da década de 80, naquela que é vista por especialistas como a melhor equipa do mundo na altura.
Representou igualmente a Selecção Portuguesa.

## Clubes
Como Jogador
- Rio Ave Futebol Clube (1977/1978, 1978/1979, 1979/1980, 1980/1981, 1981/1982, 1982/1983, 1983/1984, 1992/1993, 1993/1994)
- Futebol Clube do Porto (1984/1985, 1985/1986, 1986/1987, 1987/1988, 1988/1989)
- Futebol Clube Tirsense (1989/1990)
- Sporting Clube Farense (1990/1991, 1991/1992)

Como Treinador
- Grupo Desportivo de Ribeirão (1993/1994, 1994/1995)
- Associação Desportiva de São Pedro da Cova (1996/1997)
- Associação Desportiva de Esposende (1996/1997)
- Futebol Clube do Marco (1998/1999)
- Canelas Gaia Futebol Clube (1999/2000, 2000/2001)
- Sport Clube Vila Real (2001/2002, 2002/2003)
- Futebol Clube da Pampilhosa (2004/2005)
- Clube União Micaelense (2006/2007)